# Węgorapa (osada leśna)
Węgorapa (niem. Forsthaus Angerapp) – osada leśna w Polsce położona w województwie warmińsko-mazurskim, w powiecie gołdapskim, w gminie Banie Mazurskie, w sołectwie Mieduniszki Małe.
W latach 1975–1998 miejscowość administracyjnie należała do województwa suwalskiego.